# Acarapini
Tribu
Les Acarapini sont une tribu d'acariens de la sous-famille des Acarapinae.

## Liste des genres
- Acarapis Hirst, 1921